# ZB-50
ZB-50 — чехословацкий станковый пулемёт. Пулемёт был разработан на чехословацком оружейном предприятии Zborjovka Brno для замены устаревших пулемётов vz.07/24 образца Шварцлозе.  Производился серийно с 1932 года, позднее был заменён более удачной моделью ZB-53
Пулемёт ZB-50 использовал для своей работы энергию отдачи ствола при его коротком ходе. Запирание ствола осуществлялось перекосом задней части затвора вверх, в конструкции был также предусмотрен рычажный ускоритель отката затворной рамы. Ствол пулемёта, воздушного охлаждения, с развитым поперечным оребрением.  Ствол заключён в U-образный металлический кожух из штампованной стали и открытый сверху для улучшения охлаждения и смены ствола, быстросменный. 
Хотя пулемёт ZB-50 не был принят на вооружение чехословацкой армии, интересен тот факт, что он по сути являлся уже не станковым, а полноценным единым пулемётом, так как мог штатно применяться как со станка-треноги (в роли пехотного или зенитного), так и со штатных складных сошек (в роли ручного).
Некоторое количество пулемётов ZB-50 в начале 1930-х годов было продано в страны Латинской Америки, в частности, в Аргентину.

## Эксплуатанты
- Аргентина